# Cypella
Genre
Classification phylogénétique
Cypella est un genre de plantes de la famille des Iridaceae originaire d'Amérique du Sud. 
Il en existe 22 espèces.
Ce sont des plantes herbacées, vivaces et bulbeuses.

## Liste des espèces et sous-espèces
- Cypella aquatilis Ravenna. Sud du Brésil.
- Cypella armosa Ravenna. Paraguay et Nord de l'Argentine.
- Cypella brasiliensis (Baker) Roitman & A. Castillo, 2007. Sud du Brésil.
- Cypella catharinensis Ravenna, (2005). Brésil (Santa Catarina).
- Cypella craterantha Ravenna,(1964). Pérou (Cajamarca).
- Cypella crenata (Vell.) Ravenna, (1965). Brésil (Sud-est de Minas Gerais à São Paulo).
- Cypella curuzupensis Ravenna,(1981). Paraguay.
- Cypella discolor Ravenna,(1981). Sud du Brésil.
- Cypella elegans Speg., (1917). Argentine (Jujuy).
- Cypella exilis Ravenna, (1981). Est et Sud du Brésil au nord-est de l'Argentine.
- Cypella fucata Ravenna, (1981). Sud du Brésil au Nord-Est de l'Uruguay.
- Cypella geniculata (Klatt) Ravenna,(1964). Brésil.
- Cypella gigantea Klatt, (1882). Brésil (Minas Gerais).
- Cypella hauthalii (Kuntze) R.C.Foster, (1950). Sud-est du Paraguay à Argentine (Corrientes, Misiones).
  - Cypella hauthalii subsp. hauthalii. Sud-Est du Paraguay et Argentine (Corrientes, Misiones).
  - Cypella hauthalii subsp. opalina Ravenna, (1981). Argentine (Corrientes).
- Cypella herbertii (Lindl.) Herb., (1826). Sud du Brésil au Nord-Est de l'Argentine.
  - Cypella herbertii subsp. brevicristata Ravenna, (1965). Uruguay.
  - Cypella herbertii subsp. herbertii. Sud du Brésil au Nord-Est de l'Argentine.
  - Cypella herbertii subsp. reflexa Ravenna, 1981). Argentine (Entre Ríos).
  - Cypella herbertii subsp. wolffhuegelii (Hauman) Ravenna, (1965). Argentine (Buenos Aires).
- Cypella laeta Ravenna, (1981). Nord-Ouest de l'Argentine.
- Cypella lapidosa Ravenna, (1981). Argentine (Corrientes).
- Cypella laxa Ravenna, (1981). Sud du Brésil.
- Cypella mandonii Rusby, (1896). Bolivie.
- Cypella oreophila Speg., (1917). Nord-Est de l'Argentine.
- Cypella osteniana Beauverd, (1922 publ. 1923). Uruguay.
- Cypella pabstiana Ravenna, (1981). Brésil (Paraná).
- Cypella pusilla (Link & Otto) Benth. & Hook.f. ex B.D.Jacks., (1893). Sud du Brésil.
- Cypella unguiculata (Baker) Roitman & A. Castillo,2007. Sud du Brésil.